# أديمير دا غويا
أديمير دا غويا (بالبرتغالية: Ademir da Guia‏) (مواليد 3 أبريل 1942) هو لاعب كرة قدم. يلعب مع منتخب البرازيل لكرة القدم. سبق له أن لعب في كأس العالم لكرة القدم مع منتخب بلاده.

## الانجازات
نادي بانغو
- الدوري الدولي لكرة القدم: 1960

نادي بالميراس
- بطولة ولاية ساو باولو: 1963، 1966، 1972، 1974، 1976
- بطولة ريو ساو باولو: 1965
- بطولة البرازيل أ: 1967 (TB)، 1967 (TRGP)، 1969، 1972، 1973
- تقرير بطولة ناتل: 1972
- وصيف كأس ليبرتادوريس: 1968

انجازات فردية
- الكرة الفضية: 1972

## روابط خارجية
- أديمير دا غويا على موقع الاتحاد الدولي (مؤرشف)  (الإنجليزية)
- أديمير دا غويا على موقع قاعدة بيانات كرة القدم.إي يو (الإنجليزية)
- أديمير دا غويا على موقع ناشيونال فوتبول تيمز (الإنجليزية)
- أديمير دا غويا على موقع Soccerway.com (الإنجليزية)
- أديمير دا غويا على موقع عالم كرة القدم.نت (الإنجليزية)